# Costa caro
Costa caro (in russo Дорого стоит?, Dorogo stoit) è un racconto di Lev Tolstoj, rielaborazione del racconto Il condannato a morte di Guy de Maupassant. Scritto nell'ottobre del 1890, fu pubblicato nel 1899.

## Trama
Il Principato di Monaco, minuscolo Stato di appena 7 000 abitanti tra la Francia e l'Italia, ha spese derivanti dall'esercizio del potere sovrano («uno zaruccio» col suo «palazzo, e i suoi cortigiani, e ministri, e archierei, e generali, e anche un esercito»). Per sostenere tali spese lo «zaruccio» ha creato una casa da gioco, «l'unica che sia rimasta in tutta Europa» dopo che altrove erano state proibite per motivi etici.
Le finanze del piccolo Stato corrono un grave pericolo dopo che un uomo è stato condannato a morte per aver commesso un omicidio. A Monaco non è possibile eseguire la sentenza per mancanza sia della ghigliottina che del carnefice. I paesi vicini sarebbero disposti a concedere in fitto entrambi, ma in cambio di cifre troppo onerose per il bilancio del principato. Per risparmiare lo «zaruccio» decide di mostrarsi misericordioso e commuta la condanna a morte nella prigione a vita. Poiché tuttavia a Monaco mancano anche le prigioni, si utilizza come cella una stanzetta presa in fitto, sorvegliata da una guardia assunta per l'occasione, mentre per il vitto del prigioniero si decide di utilizzare la cucina del palazzo.
Anche la prigione tuttavia comporta dei problemi economici. Il costo annuale, derivante dallo stipendio della guardia e dal vitto, viene stimato in 600 franchi, «e il tizio era giovane, sano, e magari sarebbe vissuto altri cinquant'anni». I ministri decidono pertanto di licenziare la guardia, e «vedere cosa succedeva». Sebbene non sia più sorvegliato, il prigioniero tuttavia continua a rimanere rinchiuso nella propria cella, da cui esce solo per recarsi nella cucina reale a ritirare il pranzo. Il ministro della Giustizia chiede al criminale come mai non evada, e costui risponde che non saprebbe dove andare né come guadagnarsi da vivere, dopo che la sua reputazione è stata rovinata. Il Consiglio dei ministri decide pertanto di assegnare al prigioniero una pensione purché se ne vada. Da allora il condannato
(Lev Tolstoj, «Costa caro». In: Tutti i racconti, a cura di Igor Sibaldi, Op. cit.)

## Genesi dell'opera
Costa caro è la rielaborazione del racconto Il condannato a morte di Maupassant. Tolstoj vi lavorò nell'ultima settimana dell'ottobre 1890 contemporaneamente all'elaborazione del racconto Françoise, tratto da un altro racconto di Maupassant, Le port. Rispetto al testo francese di Maupassat, Tolstoj aggiunse alcuni chiarimenti utili per i lettori russi, e utilizzò un linguaggio russo di tono popolare, per esempio chiamando "zar" il principe di Monaco. Il racconto fu pubblicato a cura di Čertkòv nel 1899.